# Augusto Botelho
Augusto Affonso Botelho Neto GOMM (Vitória, 24 de dezembro de 1947) é um médico e político brasileiro, ex-membro do Partido dos Trabalhadores (PT). Por Roraima, foi senador e secretário de Saúde durante o governo Neudo Campos.
Filho do médico e ex-deputado federal Sílvio Lofego Botelho, também médico se formou pela Universidade Federal do Estado do Rio de Janeiro.
Elegeu-se senador em 2002 pelo Partido Democrático Trabalhista (PDT). Concorreu ao governo de Roraima em 2006, mas obteve apenas 2,9% dos votos válidos. Deixou o PDT e filiou-se ao Partido dos Trabalhadores (PT) em 12 de dezembro de 2006.
Em agosto de 2010 deixou o PT. Em fevereiro de 2011 terminou seu mandato no Senado e também sua atividade política.